# فوچا، بوسنی و هرزگوین
فوچا، بوسنی و هرزگوین (به لاتین: Foča) یک شهر در بوسنی و هرزگوین است که در Foča Municipality واقع شده‌است.

## خصوصیات
فوچا ۱٬۱۳۴٬۵۸ کیلومترمربع مساحت و ۱۲٬۳۳۴ نفر جمعیت دارد.